# 과거시제
과거시제(過去時制)는 언어에서 과거의 동작, 상태, 이미 지난 과거의 일 등을 표현하는 시제이다. 시제를 가진 언어의 대부분은 과거 시제가 있지만, 미래 시제와 비 미래 시제 밖에 없는 언어도 있다. 자세한 내용은 언어에 따라 다르다. 특히 현재 완료 형태와 과거 시제를 구분하지 않는 언어는 많다. 과거의 특정 시점이 실현된 것을 나타내는 과거완료형은 대과거 시제(pluperfect)라고도 한다.

## 특수한 경우
- be동사: am/is/are-was/were
- 대부분의 일반동사:+~ed
- ~e로 끝나는 동사:+~d
- 자음+y로 끝나는 동사:y-~yied
- 단모음+단자음으로 끝나는 1음절 동사:+자음1개+~ed
- 불규칙:A-A-A, A-B-A, A-B-B, A-B-C